# شلل سفلي
الشلل السُفلي/النصفي هو إصابة الأطراف السفلية بضعف في الوظيفة الحركية أو الحسية. وتُشتق هذه الكلمة من الكلمة اليونانية الأيونية: παραπληγίη «المضروب نصفه». ودائمًا ما يكون سبب هذه الإصابة هو إصابة النخاع الشوكي أو ظرف خِلقي مثل شلل الحبل الشوكي (السنسنة المشقوقة) والتي بدورها تؤثر على العناصر الطبيعية للقناة الشوكية. وتكون منطقة القناة الشوكية التي تتأثر في الشلل السُفلي هي إما المناطق الصدرية أو العجزية أو منطقة أسفل الظهر. وإذا تأثرت الأطراف الأربعة بالشلل، يكون مصطلح شلل رباعي هو أفضل مصطلح يصف ذلك. وإذا تأثر طرف واحد فقط، يكون المصطلح الصحيح هو شلل أحادي.
ويكون الشلل السُفلي التشنجي هو أحد أشكال الشلل السُفلي والذي يتسم بحدوث شُناج في العضلات المصابة، بدلاً من الشلل الرخو.

## المضاعفات
نتيجة لانخفاض أو فقد الشعور أو وظيفة الأطراف السفلية، من الممكن أن يُساهم الشلل السُفلي في حدوث عدد من المضاعفات منها قرحة الفراش (الاستلقاء) والخثار وذات الرئة. وقد يُساعد العلاج الفيزيائي والتكنولوجيا التعويضية المتنوعة، مثل جهاز إطار الوقوف بالإضافة إلى الرعاية والمراقبة الذاتية اليقظة، في المساعدة على تفادي حدوث مضاعفات مستقبلية وتخفيف المضاعفات الحالية.
وفي معظم الأحيان يكون الشلل السُفلي ناتج عن إصابة بالغة في نسيج النخاع الشوكي ويمكن أن يحدث التهاب ومضاعفات أخرى متصلة بالأعصاب. وهناك حالات شائعة بالإصابة بألم عصبي مزمن في المناطق المحيطة بمكان الإصابة. وهناك تكهنات [بحاجة لمصدر] أنه من الممكن أن تكون «الآلام الوهمية»التي يُصاب بها الأفراد الذين يعانون من الشلل نتيجة مباشرة للإصابات العصبية المُصاحِبة التي فسرها العقل خاطئًا.

## العلاج
يتباين الأفراد المصابون بالشلل السُفلي في مستويات الإعاقة وبالتالي يختلف العلاج المطلوب من حالة إلى أخرى. ومن وجهة نظر إعادة التأهيل، يكون العامل الأكثر أهمية هو كسب الكثير من الاستقلالية والأداء الوظيفي للظهر قدر الإمكان حيث يقضي أطباء العلاج الفيزيائي ساعات عديدة داخل أماكن إعادة التأهيل من أجل تقوية المهارات وتوسيع نطاق الحركة/المدّ ونقل المهارات. كما أن حركة كُرسي المُقعدين مهارة مهمة يجب تعلُّمها. حيث سيعتمد معظم المصابين بالشلل على الكُرسي المُتحرّك (كُرسي المُقعدين) كوسيلة للانتقال. ولذا، يعتبر تعليمهم المهارات الأساسية للحصول على استقلاليتهم أمر في غاية الأهمية. قد تُعتبر أنشطة الحياة اليومية (ADLs) أكثر تحديًا في بادئ الأمر بالنسبة لمن لديهم إصابة في النخاع الشوكي (SCI). وبمساعدة أطباء العلاج الفيزيائي والمعالجين المهنيين، يستطيع الأفراد المصابين بإصابة في النخاع الشوكي أن يتعلموا مهارات جديدة وكذلك التكيف مع العادات القديمة؛ وذلك لتحقيق أقصى حد من الاستقلالية لأنهم عادةً ما يعيشون بمفردهم داخل المجتمع.